# Scopula ambigua
Scopula ambigua là một loài bướm đêm trong họ Geometridae.